# Naro-Fominsk
Naro-Fominsk (tiếng Nga: На́ро-Фоми́нск) là một thành phố Nga. Thành phố này thuộc chủ thể Moskva Oblast, 70 km về phía tây nam Moskva, bên sông Nara. Tuyến đường sắt Moskva - Kiev chạy qua thành phố. Thành phố có dân số 70.475 người (theo điều tra dân số năm 2002). Đây là thành phố lớn thứ 221 của Nga theo dân số năm 2002. Dân số quan các thời kỳ: 64,640 (Điều tra dân số 2010); 70,475 (Điều tra dân số 2002); 58,292 (Điều tra dân số năm 1989).

## Thành phố kết nghĩa
Naro-Fominsk kết nghĩa với:
- Babruysk, Belarus
- Daugavpils, Latvia
- Elin Pelin, Bulgaria